# Mecaphesa kanakana
Mecaphesa kanakana es una especie de araña cangrejo del género Mecaphesa, familia Thomisidae, orden Araneae.

## Distribución
Esta especie se encuentra en Estados Unidos: Hawái.

## Taxonomía
Fue descrita científicamente por Karsch en 1880.
Tratamiento taxonómico
La especie aparece registrada y publicada en Mittheilung über die von Herrn Dr. O. Finsch während seiner polynesischen Reise gesammelten Myriopoden und Arachniden. Sitzungsberichte der Gesellschaft Naturforschender Freunde zu Berlin 1880: 77–83